# Nothoprocta perdicaria
Il tinamo del Cile (Nothoprocta perdicaria (Kittlitz, 1830)) è un uccello  della famiglia dei Tinamidi, endemico del Cile.

## Descrizione
Lunghezza: 29,5–32 cm.

## Distribuzione e habitat
La specie è diffusa in Cile, dalla valle di Huasco a sud del deserto di Atacama.

È stata introdotta dall'uomo sull'Isola di Pasqua.

## Sistematica
Sono note 2 sottospecie:
- Nothoprocta perdicaria perdicaria (Kittlitz, 1830) - diffusa nel nord del Cile
- Nothoprocta perdicaria sanborni Conover, 1924 - diffusa nel sud del Cile